# 常位胎盤早期剥離
常位胎盤早期剥離（じょういたいばんそうきはくり）とは、正常位置、即ち子宮体部に付着した胎盤が胎児娩出前に子宮壁から剥離する病態である。

## 疫学
- 全分娩の1％ほどに起こる。特に妊娠高血圧症候群の例に多い。
- 分娩を重ねるほど、高齢であるほど起こりやすい。
- 予後は母体死亡率1～2％、児の周産期死亡率25～30％となっている。

## 症状
- 妊娠高血圧症の既往
- 妊娠後期の持続性の下腹部痛
- 性器出血
- 胎動の減弱、消失
- ショック
- DIC

特にDICや弛緩出血の合併に注意する。

## 検査
- 外診
子宮底の上昇、緊張、膨大、圧痛
腹壁緊張し、胎児部分を触れにくい
- 内診
卵膜の緊張
- 超音波断層法
胎盤後血腫像
- 胎児ジストレス

## 治療
- ショックの治療
- 帝王切開術
但し、子宮口開大で児頭が骨盤腔内に存在するときは、吸引・鉗子分娩を行う。